# Rumex occultans
Rumex occultans är en slideväxtart som beskrevs av Gunnar Samuelsson. Rumex occultans ingår i släktet skräppor, och familjen slideväxter. Inga underarter finns listade i Catalogue of Life.